# Reimerswaal
Reimerswaal é um município dos Países Baixos, situado na província da Zelândia. Tem 242,42 km² de área e sua população em 2020 foi estimada em 22.843 habitantes.